# The 30th
«The 30th»  — песня американской певицы Билли Айлиш, вышедшая 21 июля 2022 года на лейблах Darkroom и Interscope Records, как один из треков с её второго мини-альбома Guitar Songs.

## История
Песня была записана ещё 30 декабря 2021 года.
21 июля 2022 года лейблы Darkroom и Interscope Records неожиданно выпустили второй мини-альбом (EP) Айлиш, Guitar Songs. Ранее «The 30th» нигде не исполнялась и не получила превью, но появляется там как один из двух треков в EP, другой — «TV», ранее уже имел превью в нескольких вступлениях. Изначально она планировала включить обе песни в свой третий студийный альбом, но, немного подумав, передумала. Айлиш считала, что «TV» и «The 30th» должны быть выпущены раньше, потому что она хотела как можно скорее донести их сообщения до публики: «Эти песни действительно актуальны для меня, и это песни, которые я хочу высказать прямо сейчас». На момент релиза Айлиш и Финнеас написали только эти две песни.
Впервые они исполнили «The 30th» вживую  во время концерта в Маниле в рамках мирового турне в поддержку Happier Than Ever. Перед выступлением Айлиш отметила, что петь было трудно из-за личных текстов.

## Композиция
«The 30th» — это баллада с минималистским исполнением, в которой мягкий вокал Айлиш сочетается с акустической гитарой. Песня длится 3 минуты 37 секунд. Её звучание намеренно напоминает самые старые работы Айлиш и Финнеаса, которые были созданы, когда они хотели писать музыку в доме своих родителей, не имея ничего, кроме гитары. Песня, посвященная одному из самых близких друзей Айлиш, сосредоточена вокруг ноябрьской автомобильной аварии и в основном исследует темы смерти и боли.

## Отзывы
Многие музыкальные журналисты положительно отозвались о лирике «The 30th», которая, по их мнению, является эмоционально сильной и свидетельствует о писательском таланте Айлиш. Обозреватели издания Manila Bulletin' утверждали, что самоанализ песни, который они ассоциировали со всеми величайшими авторами песен до неё, служит напоминанием о том, что она «остаётся одним из самых ценных авторов-песенников своего поколения».
По аналогичной причине Сироки из Consequence выбрала «The 30th» лучшей новой песней недели, закончившейся 22 июля 2022 года. Она была поражена уязвимостью и доступностью текста, особенно похвалив бридж. В рецензии для газеты The Guardian, Лора Снейпс описала лирику «The 30th» как использование реалистического стиля написания. Снейпс оценила способность Айлиш обсуждать острые темы, не преуменьшая их серьёзности. Другие критики предпочли направить похвалу на ее вокальные данные: Ванг восхищалась тем, насколько «мощным», по её мнению, был голос Айлиш, в то время как Джейсон Липшутц из Billboard почувствовал улучшение вокальной техники и назвал её «всё более уверенной».

## Чарты
| Чарт (2022)                                  | Высшая позиция |
| -------------------------------------------- | -------------- |
| Австралия (ARIA)                             | 31             |
| Канада (Billboard Canadian Hot 100)          | 48             |
| Мир (Billboard Global 200)                   | 50             |
| Ирландия (IRMA)                              | 20             |
| Литва (AGATA)                                | 70             |
| Нидерланды (Single Top 100)                  | 100            |
| Новая Зеландия (Recorded Music NZ)           | 22             |
| Швеция (Heatseeker, Sverigetopplistan)       | 3              |
| Швейцария (Schweizer Hitparade)              | 88             |
| Великобритания (OCC UK Singles)              | 33             |
| США (Billboard Hot 100)                      | 79             |
| США (Billboard Hot Rock & Alternative Songs) | 11             |

### Комментарии
1. ↑  Об этом говорят несколько разных изданий:[11][13][14][15][16]